# Vincenzo Cardarelli
Vincenzo Cardarelli, nato Nazareno Caldarelli (Corneto Tarquinia, 1º maggio 1887 – Roma, 18 giugno 1959), è stato un poeta, scrittore e giornalista italiano.

## Biografia
(Vincenzo Cardarelli, da Adolescente nelle Poesie)
Vincenzo Cardarelli, il cui vero nome era Nazareno Caldarelli, nacque a Corneto Tarquinia (Viterbo), attuale Tarquinia, dove suo padre Antonio Romagnoli, d'origine marchigiana, gestiva il buffet della stazione ferroviaria; qui trascorse la sua infanzia e la sua adolescenza. Figlio illegittimo, ebbe un'infanzia travagliata, privata sin dall'inizio della presenza materna (Giovanna Caldarelli abbandonò la famiglia quando Vincenzo era piccolo), caratterizzata da una menomazione al braccio sinistro e dalla solitudine. Compì studi irregolari, formandosi prevalentemente da autodidatta. All'età di diciassette anni fuggì di casa e approdò a Roma dove, per vivere, fece i più svariati mestieri, fra i quali il correttore di bozze presso il quotidiano Avanti!. Sull'Avanti!, del quale divenne redattore, ebbe inizio, nel 1909, la sua carriera giornalistica. Collaborò a Il Marzocco, La Voce, alla rivista Lirica e al quotidiano Resto del Carlino. Frequentò assiduamente la Biblioteca nazionale, luogo dove avvenne la sua formazione poetica.

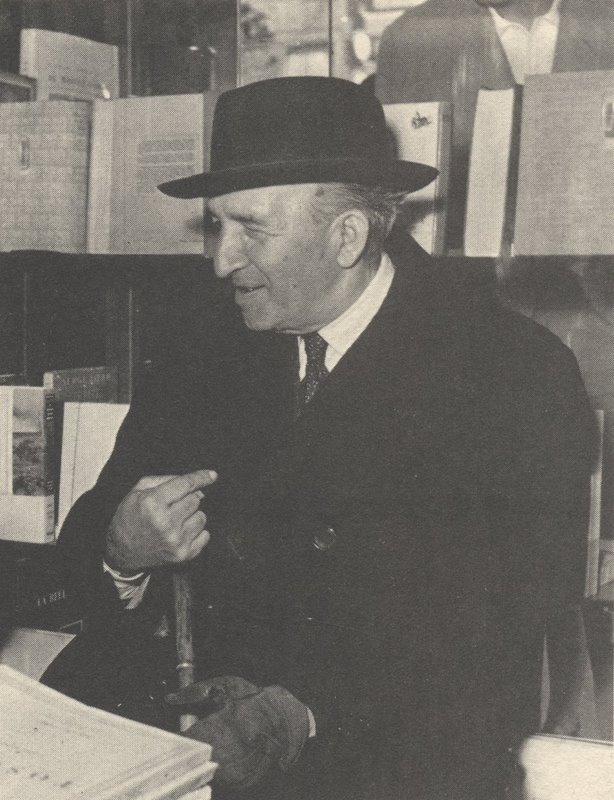
Vincenzo Cardarelli

Inabile alle armi, nel settembre del 1915 fu a Firenze, dove frequentò l'ambiente vociano, legandosi in particolare ad Ardengo Soffici e a Giuseppe De Robertis. L'anno dopo pubblicò la sua prima raccolta di poesie, Prologhi. Nel 1918 prese a collaborare al quotidiano romano Il Tempo. Nella sede del giornale strinse amicizia con Giovanni Papini, che lo presentò all'editore Vallecchi, che accettò di curare la pubblicazione delle sue nuove liriche.
Nell'aprile del 1919 nacque La Ronda. Cardarelli interruppe la collaborazione col Tempo per occuparsi personalmente della redazione della rivista (ne fu anche co-direttore), che avrebbe incarnato un nuovo movimento letterario, da essa detto «rondismo». Nel febbraio del 1920 uscì per Vallecchi Viaggi nel tempo, con le poesie raccolte negli anni 1916-17. Terminata alla fine del 1922 l'esperienza rondista, nel 1925 Cardarelli iniziò a collaborare al nuovo quotidiano Il Tevere di Telesio Interlandi, inizialmente come critico teatrale, in seguito occupandosi di letteratura. Tra settembre e dicembre pubblicò sul medesimo giornale diverse prose liriche (confluite in seguito nel Sole a picco). Dall'agosto del 1926 scrisse frequentemente sul Corriere Padano di Ferrara; nell'autunno dello stesso anno avviò, assieme al giovane Giuseppe Raimondi, la collaborazione a L'Italiano, diretto dall'altrettanto giovane Leo Longanesi. Nel 1928 si recò in Russia, inviato del Tevere: le sue corrispondenze russe trovarono spazio nel quotidiano romano dal novembre sino all'aprile del 1929. Nel 1930, di ritorno dalla Russia, scrisse su Il Bargello di Firenze.
Il quadro Amici al caffè di Amerigo Bartoli, in cui compare Cardarelli, vinse il premio di composizione alla XVII Biennale di Venezia. In esso è immortalato uno dei tanti incontri al Caffè Aragno di Roma, ai quali Cardarelli era solito prendere parte insieme agli amici Ardengo Soffici, Emilio Cecchi, Antonio Baldini, Giuseppe Ungaretti e Amerigo Bartoli.
Nel 1931 uscirono tre volumi: la ristampa, con alcune variazioni, di Prologhi. Viaggi. Favole e i due testi critici Parole all'orecchio e Parliamo dell'Italia, che contiene pagine di consenso al regime fascista. Aderì infatti al fascismo durante il Ventennio, pur senza svolgere attività politiche.
Nel gennaio del 1934 uscì la prima edizione di sole poesie, Giorni in piena. Nel 1939 uscì Il cielo sulla città presso Bompiani. Progettò nel frattempo la silloge critica Solitario in Arcadia. Nel 1942 si dedicò alla sistemazione delle Poesie, in vista di una pubblicazione presso Bompiani, che avvenne nello stesso anno, con prefazione di Giansiro Ferrata, dando inizio alla collezione poetica Lo Specchio. Il 21 aprile ricevette il Premio Poesia 1942. XX, dell'Accademia d'Italia.
La sua fama resta legata alle numerose poesie e prose autobiografiche di costume e di viaggio, raccolte in Prologhi (1916), Viaggi nel tempo (1920), Favole e memorie (1925), Il sole a picco (1929), versi e prose con illustrazioni del pittore bolognese Giorgio Morandi, opera vincitrice quell'anno del Premio Bagutta, che lo consacrò alla fama), Il cielo sulle città (1939), altre prose, sul tema del vagabondaggio lirico fra natura e arte d'Italia, in parte già comparse su Il Tevere, Lettere non spedite (1946), Villa Tarantola (1948, Premio Strega). Fu direttore, dal 1949, della Fiera letteraria insieme al drammaturgo forlivese Diego Fabbri. Nel 1954, con Viaggio d'un poeta in Russia, vinse la prima edizione del Premio Napoli.
Fu un conversatore brillante ed un letterato polemico e severo, avendo vissuto una vita vagabonda, solitaria (tranne una breve convivenza giovanile con la scrittrice Sibilla Aleramo) e di austera e scontrosa dignità. Suoi maestri sono stati Baudelaire, Nietzsche, Leopardi, Pascal, che lo hanno portato ad esprimere le proprie passioni con un senso razionale, senza troppe esaltazioni spirituali, anche se fu apertamente cattolico.
Per tutta la vita Vincenzo Cardarelli visse appartato: spesso, per affinità poetiche, caratteriali e fisiche, è stato paragonato a Giacomo Leopardi (Cardarelli soffriva della malattia di Pott, la probabile patologia del poeta di Recanati); Piero Buscaroli, in un'intervista apparsa su Il Giornale del 3 febbraio 2013, ha raccontato: 
Vincenzo Cardarelli morì a Roma il 18 giugno 1959 nell'Ospedale Policlinico, solo e povero, a 72 anni.
Episodi degli ultimi tempi di Cardarelli sono narrati da Ennio Flaiano ne La solitudine del satiro e da Andrea Camilleri (suo inquilino del piano di sopra nel periodo studentesco) in Esercizi di memoria.
Riposa nel cimitero di Tarquinia di fronte alla Civita etrusca, secondo la sua volontà espressa nel proprio testamento. La Civita etrusca, frequentemente evocata nelle sue poesie e nelle sue prose, aveva ai suoi occhi il valore di un simbolo morale, oltre che di tema autobiografico, in quanto era stata il faro che lo aveva guidato durante il suo periplo tra le difficoltà della vita.
Dopo la sua morte, in suo ricordo, la città di Tarquinia ha istituito il premio di pittura "Vincenzo Cardarelli", oltre a essergli intitolata una tomba nella necropoli dei Monterozzi.

## Poetica
La sua è una poesia descrittiva e lineare, legata a ricordi passati di qualunque tipo, siano paesaggi, animali, persone e stati d'animo, che vengono espressi con un uso di un linguaggio discorsivo e nello stesso tempo impetuoso e profondo.
L'esperienza poetica di Cardarelli si pone a cavallo tra l'avanguardia degli anni dieci e la restaurazione degli anni venti. Ad ogni modo l'esperienza avanguardistica si riverbera nell'opera cardarelliana anche successivamente al distacco da essa e al rigetto di ogni trasgressione espressiva. La collaborazione alla rivista La Voce rappresenta il punto di maggiore tangenza al clima avanguardistico, del resto le opere di quegli anni rivelano non pochi influssi riconducibili all'alveo dell'avanguardia: espressionismo linguistico, frammentismo, temi come lo sradicamento, il viaggio, l'adolescenza, la perdita di identità. Parallelamente l'arte cardarelliana risulta segnata da una ricerca costante di compostezza, di tono colloquiale e di atteggiamento ragionativo e distaccato.
Nella poesia di Cardarelli sono individuabili due tendenze opposte che entrano solitamente in tenzone: una pulsione trasgressiva e una volontà di autocontrollo. A prevalere è generalmente la seconda, che comporta l'accentuazione della compostezza formale senza però far venire meno l'elemento di derivazione avanguardistica. Il ritorno all'ordine che si attesta a partire dagli anni Venti, come per altri scrittori, è, di ragione, conseguenza di un'evidente insicurezza psicologica personale di fondo. Il sociologo Camillo Pellizzi, che accompagnò per anni, su il Longanesiano "L'Italiano", la vicenda di Strapaese cui anche Cardarelli aveva, negli anni '20, aderito con entusiasmo, così caratterizzava, in illo tempore, l'humanitas Cardarelliana: "Nato nelle Maremme di padre marchigiano, ha fatto sempre di professione il giornalista e lo scrittore tuttavia ha scritto pochissimo; però ha molto parlato, sempre fra amici e artisti o disoccupati dilettanti: nella saletta di Aragno; alle Giubbe Rosse in Firenze; al Savini, in Milano; a Bologna non so dove e altrove. Tutta la sua vita ha qualcosa della vecchia bohème romantica ma la sua concezione dell'arte ha sempre piegato al monumentale, al tradizionale e al classico. Lo si può definire un profeta del ritorno odierno a gli spiriti antichi, un profeta che chiamava nel deserto. E chissà quanti canoni vengono oggi ammessi da molti, e anche da noi, ch'egli ha già dichiarati e enunciati con l'anticipo di un decennio o di due; ma enunciati a voce in un caffè o accennati a volo in una recensione, e chi può oggi ritracciare i documenti e le prove? Noi gli faremo tutto il credito necessario per asserire ch'egli è stato senz'altro un precursore; però ci corre l'obbligo di denunciare perché, ad asserir questo, occorre fargli un credito così largo. E troveremo allora al fondo del carattere suo e di altri della "bohème" di cui egli faceva parte, un'incompostezza (che non vuol dire affatto disonestà) morale, la quale è in aperto dissidio con tutte le loro tendenze colturali ed artistiche: incompostezza, cioè sconnessione di motivi e impulsi, povertà o instabilità di fedi positive, anzi, generale sfiducia di sé, degli altri e del mondo; e incapacità a un lavoro continuo e ordinatore pur umile, e sia pur secondario.  Chi nega, per altro esempio, che "Favole e Memorie" di Cardarelli sia un ottimo libretto di prose? Ma, guardate com'egli lo fa: egli rilegge la Bibbia, il Genesi qua e là gli suggerisce una visione, una interpretazione personale, poetica; egli la nota e va oltre; n'esce un libretto ove c'è un pizzico di tutto quello che può formare una grande opera di poesia, ma non c'è l'opera. Si può dire che Cardarelli sia, tra i più giovani scrittori di oggi, uno dei più vecchi; la sua funzione è stata appunto quella di mantener viva la fiammella dell'arte quando tutti, e specialmente i migliori, si perdevano negli esperimenti più paradossali di decomposizione lirica e stilistica; e quando i tempi furon maturi, e per quella via non c'era altro da fare, Cardarelli era già pronto ad accogliere intorno a sé i pochi spiriti affini e iniziare La Ronda, che levò apertamente la bandiera del neoclassicismo. Come accade nel primo tempo di tutte le rivoluzioni e reazioni, La Ronda aveva un che di frettoloso esagerato e falso; faceva dell'accademismo stilistico; riprendeva i modelli classici più solenni e li riammirava spezzettati e rimaneggiati; si compiaceva di sé e della propria originalità rispetto ai tempi. Tuttavia raccolse e fece conoscere scrittori notevoli, i quali rappresentano il tipo di letteratura che ha maggior attrazione e valore nei giorni in cui noi scriviamo".

## Opere principali

### Narrativa e poesia
- Prologhi, Milano, Studio Editoriale Lombardo, 1916; Genova, San Marco dei Giustiniani, 2004. ISBN 978-88-7494-1452.
- Viaggi nel tempo, Firenze, Vallecchi, 1920.
- Terra genitrice, con un disegno di C. E. Oppo, Roma, s.n., 1924.
- Favole e memorie, Milano, Bottega di poesia, 1925.
- Parole all'orecchio, Lanciano, Carabba, 1929.
- Il sole a picco, ventidue disegni di Giorgio Morandi, Bologna, L'Italiano, 1929; Milano, A. Mondadori, 1952.
- Parliamo dell'Italia, Firenze, Vallecchi, 1931.
- Prologhi, viaggi, favole, Lanciano, Carabba, 1931.
- La fortuna di Leopardi, Firenze, Le Monnier, 1934.
- Giorni in piena, Roma, Novissima, 1934.
- L'Italia e l'Europa, Rocca S. Casciano, Cappelli, 1936.
- Poesie, Roma, Edizioni di Novissima, 1936; Milano, Mondadori, 1942; 1954; 1958.
- Il cielo sulle città, Milano, Bompiani, 1939; 1943.
- Rimorsi, Roma, Urbinati, 1944.
- Lettere non spedite, Roma, Astrolabio, 1946.
- Poesie nuove, con una lettera del poeta e una nota di Giuseppe Marchiori, Venezia, Pozza, 1946.
- Testamento letterario di Giacomo Leopardi, a cura di, Roma, Colombo, 1946.
- Solitario in Arcadia, Milano, A. Mondadori, 1947.
- Villa Tarantola, Milano, Edizioni della Meridiana, 1948.
- Il viaggiatore insocievole, Bologna, Cappelli, 1953.
- Viaggio d'un poeta in Russia, Milano, A. Mondadori, 1954.
- Invettiva ed altre poesie disperse, Milano, 1964.
- Autunno, sei vecchio, rassegnati. Liriche inedite e primi abbozzi, a cura di Clelia Martignoni, Lecce, Manni, 1988.
- Opere complete, a cura di Giuseppe Raimondi, Milano, A. Mondadori, 1962.
- Opere, a cura di Clelia Martignoni, Milano, Mondadori, 1981.
- Bacchelli, Cardarelli, Korach. Lettere inedite 1919-1975; a cura di Carmine Di Biase; Salerno, EDISUD, 1990.